# 木南晴夏
木南 晴夏（きなみ はるか、1985年8月9日 - ）は、日本の女優。ホリプロ所属。
大阪府豊中市出身。國學院大學卒業。姉は俳優の木南清香。夫は俳優の玉木宏。

## 略歴
2001年、高校在学中に「夏の高校野球PR女子高生」に選ばれる。同年、『第1回ホリプロNEW STAR AUDITION〜21世紀のリカちゃんはあなた!!〜』でグランプリを獲得する。
2002年、バラエティー番組『めちゃ×2イケてるッ!』（フジテレビ）の企画『矢部浩之のオファーしちゃいました』において矢部浩之にCM売り込みをしてもらった。また、女性アイドルユニット『テレ朝エンジェルアイ2002』に選出される。
2002年から2003年にかけて、酒井彩名、あびる優とアイドルユニットLiccaとして活動。
2004年、『桜咲くまで』で女優デビュー。同年から2005年にかけて出演したバラエティー番組『不幸の法則』（日本テレビ）の再現ドラマで演じた幸子役で広く顔が知られるようになった。
2012年、『家族八景 Nanase, Telepathy Girls' Ballad』（毎日放送）でテレビドラマ初主演。2013年、『百年の時計』で映画初主演。
2016年、テレビドラマ『せいせいするほど、愛してる』（TBS）で第5回コンフィデンスアワード・ドラマ賞 助演女優賞を受賞。
2023年、『セクシー田中さん』（日本テレビ）でゴールデンプライム帯連続ドラマ初主演。

### 私生活
2018年6月29日、8年前に共通の友人を通じて知り合った俳優の玉木宏と6月26日に結婚したことを、双方の公式サイトならびにSNSを通じて発表した。
2020年8月4日、第1子が誕生していたことが報じられた。報道を受け、木南の所属事務所が公式に事実であることを発表した。なお、子供の性別や具体的な誕生日については公表しない方針とした。

## 人物
- 幼稚園の頃に当時、天海祐希がオスカル役をつとめていた『ベルサイユのばら』を見て宝塚歌劇団のファンになる[15]。その後舞台に通い、姉・清香と共に『ベルサイユのばら』ごっこに明け暮れ、宝塚入団を目指し、成長とともに「女優」になることを夢見るようになる[15][16]。姉とは『勇者ヨシヒコと導かれし七人』（第7話、テレビ東京）で「ベルサイユのばら風」の演出で共演した[6]。
- 女優になった当初、主演に憧れてオーディションを受けるも“ヒロインの友達役”という立場での出演が続き、2009年に公開の映画『20世紀少年』でもヒロイン・カンナ（平愛梨）の友達・小泉響子役に抜擢された[17]。本人は「もう私は一生友達役なんだ」と落ち込み、マネージャーには出演辞退の意向を伝える程だったが、事務所がそれを許さずに出演したところ、「浦沢直樹の原作漫画のキャラクターに瓜二つだ」と監督や原作者にも評価され、一躍注目を浴びることになる[17][18]。このことで「友達役や脇役でも評価されることがあるんだ」ということを改めて認識[17]。以降は仕事をするのが楽しくなったといい、存在感のある演技をする[17]バイプレーヤーとしても欠かせない存在となっている[19]。
- 特技はクラシックバレエ、日本舞踊、ダンス[3]。好きなことにはストイックに打ち込む性格で[19]、食生活アドバイザー3級、パンシェルジュ検定2級を所持している[3][19]。他に、映画鑑賞、読書、ギャラリー巡りが趣味[3]。また、英会話も得意であり[7]、2010年のテレビドラマ『素直になれなくて』では韓国人を演じたことをきっかけに、約1年間朝鮮語の学校にも通った[20]。
- パン好きが高じて雑誌連載やTV番組を持ったり、バラエティー番組のパン企画に出演するようになったほか、パンの宅配サービスのプロデュースも行なうようになっている[21][22]。
- 相武紗季とは幼稚園の頃から同じミュージカルスクールに通っており、木南の姉・清香と相武の姉・音花ゆりを含め4人は幼馴染である[23]。相武と木南は高校の同級生でもある[24]。

## 出演

### 映画
- ZOO 「SEVEN ROOMS」（2005年3月19日、東映ビデオ）
- ランディーズ（2009年11月14日、ユナイテッドエンタテインメント） - 星野美紅 役
- 20世紀少年（東宝） - 小泉響子 役
  - 第2章-最後の希望（2009年1月31日）
  - 最終章-ぼくらの旗（2009年8月29日）
- 君が踊る、夏（2010年9月11日、東映） - 野上香織 役
- 謝謝OSAKA（2011年3月18日、よしもとアール・アンド・シー） - 西村小春 役[注 1]
- 犬飼さんちの犬（2011年6月25日、AMGエンタテインメント） - 鳥飼カエデ 役
- グラッフリーター刀牙（2012年7月14日、太秦） - 佳乃 役
- トリハダ-劇場版-（2012年9月13日、クロックワークス） - 室井由美子 役
- その夜の侍（2012年11月17日、ファントム・フィルム） - 小林昭子 役
- 綱引いちゃった!（2012年11月23日、東宝）
- HK 変態仮面（2013年4月13日、ティ・ジョイ）
- 百年の時計（2013年5月25日、ブルー・カウボーイズ） - 主演・神高涼香 役[26]
- 闇金ウシジマくん Part2（2014年5月16日、東宝映像事業部 / SDP） - 愛沢明美 役
- クローバー（2014年11月1日、東宝） - 谷上一葉 役
- 想いのこし（2014年11月22日、東映） - 円山ルカ 役[27]
- エイプリルフールズ（2015年4月1日、東宝） - アルバイト女子 役[28]
- 4/猫 ねこぶんのよん「ねこまんま」（2015年12月12日、東京テアトル） - 美帆子 役
- 知らない、ふたり（2016年1月9日、CAMDEN ⁄ 日活） - 加奈子 役[29]
- 秘密 THE TOP SECRET（2016年8月6日、松竹） - 天地奈々子 役
- グッドモーニングショー（2016年10月8日、東宝） - 新垣英莉 役[30]
- ママ、ごはんまだ?（2017年2月11日、アイエス・フィールド） - 主演・一青妙 役[31][32]
- アルキメデスの大戦（2019年7月26日、東宝）[33]
- マチネの終わりに（2019年11月1日、東宝） - 祖父江奏 役[34]
- おとなの事情 スマホをのぞいたら（2021年1月8日、ソニー・ピクチャーズ エンタテインメント） - 向井杏 役
- シャイロックの子供たち（2023年2月17日、松竹） - 半田麻紀 役
- ゆとりですがなにか インターナショナル（2023年10月13日、東宝） - チェ・シネ 役[35]
- 映画 おいハンサム!!（2024年6月21日、東宝） - 伊藤由香 役[36]
- アンダーニンジャ（2025年1月24日、東宝） - 川戸愛 役[37]
- 悪い夏（2025年3月20日、クロックワークス） - 古川佳澄 役[38]
- 愚か者の身分（2025年10月24日公開予定、THE SEVEN / ショーゲート） - 由衣夏 役[39]

### テレビドラマ
- 桜咲くまで（2004年1月26日 - 3月26日、毎日放送） - 浅井里香 役
- 土曜ワイド劇場 変装捜査官 麻生ゆき（2004年7月31日 / 2005年5月14日 / 2007年8月25日、テレビ朝日） - 麻生理沙 役
- 新 科捜研の女 第6シリーズ 第7話（2005年8月25日、テレビ朝日） - 神無月（舞妓） 役
- 連続テレビ小説（NHK）
  - 風のハルカ（2005年10月3日 - 2006年4月1日） - 山中（花田）万里子 役
  - てっぱん（2010年9月28日 - 2011年4月2日） - 田中千春（写真 / 回想） 役
  - マッサン 第24週139回 - 第25週（2015年3月16日 - 28日） - 亀山エマ（25歳から37歳） 役[40]
    - マッサン 総集編 - 亀山エマ（47歳） 役 カット追加およびナレーション
- 連鎖怪談 エピソード1 「百物語」（2005年10月5日、京都放送 / テレビ神奈川 / テレビ埼玉 / 三重テレビ） - 美沙希（ミサキ） 役
- 貞操問答（2005年10月17日 - 12月16日、TBS） - 南條美和子（ベビーエロ） 役
- 劇団演技者。 「男の夢」（2006年1月11日 - 2月8日、フジテレビ） - 武田 役
- アキハバラ@DEEP 第4話（2006年7月10日、TBS） - カイラ（自虐少女隊） 役
- ダンドリ。〜Dance☆Drill〜（2006年7月11日 - 9月19日、フジテレビ） - 渡辺かしこ 役
- スイッチを押すとき（2006年7月20日 - 8月21日、毎日放送） - 高宮真沙美 役
- ダンドリ娘 第8話（2006年8月9日、フジテレビ） - 渡辺かしこ 役
- きらきら研修医（2007年1月11日 - 3月22日、TBS） - 西平麗香 役
- 恋話 〜ハナの恋物語〜（2007年2月5日 - 9日、テレビ朝日） - ミカコ 役
- 翼の折れた天使たち 第2夜 「サクラ」（2007年2月27日、フジテレビ） - 斉藤遥の友達 役
- セクシーボイスアンドロボ 第5話（2007年5月8日、日本テレビ） - マナミ 役
- 特急田中3号 第7話（2007年5月25日、TBS） - 芳恵 役
- 女子アナ一直線!（2007年7月2日 - 9月24日、テレビ東京） - 西田菜摘 役
- 探偵学園Q 第7話（2007年8月14日、日本テレビ） - 西沢真希 役
- 愛の迷宮（2007年10月1日 - 12月28日、東海テレビ） - 熊沢香織 役
- 浅草ふくまる旅館 第2シリーズ（2007年10月8日 - 12月17日、TBS） - 森川静香 役
- トリハダ4〜夜ふかしのあなたにゾクッとする話を 第5話 「いつか尽きる求愛のカタチ」（2008年10月9日、フジテレビ）
- 銭ゲバ（2009年1月17日 - 3月14日、日本テレビ） - 三國茜 役
- RESET 第3話（2009年1月29日、読売テレビ） - 佐倉美穂 役
- 本格科学冒険映画 20世紀少年〜もう一つの第2章〜（2009年8月28日、日本テレビ） - 小泉響子 役
- 特上カバチ!! 第3話・第8話・第9話（2010年1月31日・3月7日・14日、TBS） - 岡本桂 役
- コード・ブルー -ドクターヘリ緊急救命- 2nd season 第4話（2010年2月1日、フジテレビ） - 木島由紀菜 役
- 素直になれなくて（2010年4月15日 - 6月24日、フジテレビ） - パク・ミンハ 役
- GM〜踊れドクター 第7話（2010年8月29日、TBS） - 遠藤彩夏 役
- 10年先も君に恋して（2010年8月31日 - 10月5日、NHK） - 蜂谷亜美 役
- モリのアサガオ 新人刑務官と或る死刑囚「絆」の物語（2010年10月18日 - 12月20日、テレビ東京） - 望月加奈 役
- 犬飼さんちの犬（2011年1月14日 - 4月8日、東名阪ネット6） - 鳥飼カエデ 役
- CO 移植コーディネーター（2011年3月20日 - 4月17日、WOWOW） - 紺野智恵 役
- BOSS 2ndシーズン 第5話・第7話 - 第10話（2011年5月19日・6月2日 - 23日、フジテレビ） - 藤森楓 役
- 故郷 〜娘の旅立ち〜（2011年7月5日、フジテレビ） - 早苗 役[注 2]
- 勇者ヨシヒコシリーズ（テレビ東京） - ムラサキ 役
  - 勇者ヨシヒコと魔王の城（2011年7月8日 - 9月23日）
  - 勇者ヨシヒコと悪霊の鍵（2012年10月12日 - 12月21日）
  - 勇者ヨシヒコと導かれし七人（2016年10月7日 - 12月24日）
- 謎解きはディナーのあとで 第1話（2011年10月18日、フジテレビ） - 吉本瞳 役
- 家族八景 Nanase, Telepathy Girls' Ballad（2012年1月24日 - 3月27日、毎日放送） - 主演・火田七瀬 役[41]
- リーガル・ハイ 第7話（2012年5月29日、フジテレビ） - 黛千春（黛真知子の従姉妹幼馴染で同級生） 役
- たぶらかし-代行女優業・マキ- 第12話（2012年6月21日、読売テレビ） - 畑中友子 役
- トッカン-特別国税徴収官-（2012年7月4日 - 9月19日、日本テレビ） - 南部千紗 役
- ほんとにあった怖い話 夏の特別編2012 「呪われた病室」（2012年8月18日、フジテレビ） - 須藤恵美 役
- TOKYOエアポート〜東京空港管制保安部〜 第4話（2012年11月4日、フジテレビ） - 矢吹典子 役
- 実験刑事トトリ 第3話（2012年11月17日、NHK） - 白川愛子 役
- イロドリヒムラ 第9話（2012年12月10日、TBS） - お菊 / 森田 役
- リアル脱出ゲームTV（2013年1月1日、TBS） - 香山 役
  - the Chase（2013年4月5日）
  - Sky High（2013年8月14日）
  - X game（2014年1月3日）[42]
  - リアル脱出ゲームTV（2014年4月24日 - 6月26日）[43]
- シェアハウスの恋人（2013年1月16日 - 3月13日、日本テレビ） - 望月メグ 役
- たべものがたり 彼女のこんだて帖 第1話（2013年2月10日、NHK BSプレミアム） - 榎本景 役
- 泣いたらアカンで通天閣（2013年3月25日 - 27日、読売テレビ） - 主演・三好千子 役[44]
- 黒い十人の黒木瞳III 「黒い返しの女」（2013年6月30日、NHK BSプレミアム） - 名波 役
- スターマン・この星の恋（2013年7月9日 - 9月10日、関西テレビ） - 羽生ミチル 役
- パンとスープとネコ日和 第1話（2013年7月21日、WOWOW） - キクチ 役
- 刑事吉永誠一 涙の事件簿 第2話（2013年10月18日、テレビ東京） - 杉山日南子 役
- “新参者”加賀恭一郎「眠りの森」（2014年1月2日、TBS） - 斎藤葉瑠子 役
- おふこうさん（2014年1月7日 - 2月25日、NHK BSプレミアム） - 大西愛里 役
- 最後の仕事（2014年1月12日、テレビ朝日） - 原口沙織 役
- いつか陽のあたる場所で スペシャル（2014年4月1日、NHK） - 岩瀬加奈 役
- 松本清張スペシャル 時間の習俗（2014年4月10日、フジテレビ） - 野末美樹 警部補 役
- 私の部下は50歳（2014年4月10日 - 24日、NHK Eテレ） - 主演・岩井ハナ 役
- 昼顔〜平日午後3時の恋人たち〜（2014年7月17日 - 9月25日、フジテレビ） - 長谷川美鈴 役
- おやじの背中 第10話（2014年9月14日、TBS） - ナース2 役
- 前科ありの女たち（2014年11月21日、フジテレビ） - 美沙子 役
- ナンシー関のいた17年（2014年12月14日、NHK BSプレミアム） - 田嶋美智代 役
- 太鼓持ちの達人〜正しい××のほめ方〜（2015年1月12日 - 3月30日、テレビ東京） - 浦原理沙 役
- 私たちがプロポーズされないのには、101の理由があってだな 第14話（2015年2月10日、LaLa TV） - 真希 / ともえ / 奈央 役
- ジャンクション39〜男たち、恋に迷走中!〜（2015年2月11日、NHK BSプレミアム） - 松平マキ 役
- 容疑者は8人の人気芸人（2015年4月18日、フジテレビ） - 南麻友 役
- 妄想彼女（2015年5月23日 - 6月20日、フジテレビ） - 鎌倉由紀 役
- ホイチョイドラマ 恋の時価総額（2015年10月、BSスカパー!） - 辰巳ノリコ 役[45]
- 仮カレ♡（2015年11月3日 - 12月22日、NHK BSプレミアム） - 小野サクラ 役
- 山形発地域ドラマ 私の青おに（2015年11月18日、NHK BSプレミアム） - 夏目文香 役
- 金曜ロードSHOW!特別ドラマ企画 視覚探偵 日暮旅人（2015年11月20日、日本テレビ） - 小野智子 役[46]
- コウノドリ（第1シリーズ）最終話（2015年12月18日、TBS） - 飯塚律子 役
- 世界はひばりを待っている（2015年12月28日、NHK BSプレミアム） - 桃香 役
- Friend-Ship Project　初恋▽トライアングル～あのコは何でニッポンに?～（2016年2月11日、テレビ東京） - アヤ（鈴木亜矢） 役
- 大阪環状線 ひと駅ごとの愛物語 第6話「屋根の暗号」（2016年2月16日、関西テレビ） - 良恵 役
- ぼくのいのち（2016年3月23日、読売テレビ・日本テレビ） - 小野寺美咲 役[47]
- 火の粉（2016年4月2日 - 5月28日、東海テレビ） - 佐々木琴音 役[48]
- 最後のレストラン（2016年4月26日 - 6月14日、NHK BSプレミアム） - 前田あたり 役
- せいせいするほど、愛してる 第3話 - 最終話（2016年7月26日 - 9月20日、TBS） - 三好優香 役[49]
- キッドナップ・ツアー（2016年8月2日、NHK総合） - キョウコ 役[50]
- 流星放送局〜ふたご座流星群LIVE〜番組内連作ショートドラマ「あれから」（2016年12月13日、BSジャパン）
- 女の勲章（2017年4月15日・16日、フジテレビ） - 大木富枝 役[51]
- 貴族探偵（2017年4月17日 - 6月26日、フジテレビ） - 玉村依子 役[52]
- 先に生まれただけの僕（2017年10月14日 - 12月16日、日本テレビ） - 市村薫 役[53]
- 帯ドラマ劇場 越路吹雪物語（2018年1月 - 3月、テレビ朝日） - 岩谷時子（青年期） 役[15][54]
- 海月姫（2018年1月15日 - 3月19日、フジテレビ） - ジジ様 役[55]
- 花のち晴れ〜花男 Next Season〜（2018年4月17日 - 6月26日、TBS） - 紺野亜里沙 役[56]
- ハゲタカ（7月19日 - 9月6日、テレビ朝日） - 松平珠香 役[57]
- 大恋愛〜僕を忘れる君と 第5話 - 最終話（2018年11月9日 - 12月14日、TBS） - 水野明美 役[58][59]
- ドラマ10 トクサツガガガ（2019年1月18日 - 3月1日、NHK） - 北代優子 役[60]
- ドラマW 今日、帰ります。（2019年3月10日、WOWOW） - 森田千佳 役[61]
- セミオトコ（2019年7月26日 - 9月13日、テレビ朝日） - ヒロイン・大川由香 役[62]
- 悪魔の手毬唄〜金田一耕助、ふたたび〜（2019年12月21日、フジテレビ） - お幹 役[63]
- シャーロック 特別編（2019年12月23日、フジテレビ） - 門司かれん 役[64]
- レンアイ漫画家（2021年4月8日 - 6月17日、フジテレビ） - 金條可憐 役[65]
- 泣くな研修医（2021年4月24日 - 6月26日、テレビ朝日） - 佐藤玲 役[66]
- 八月は夜のバッティングセンターで。 第1話（2021年7月8日、テレビ東京） - 坂本ゆりこ 役
- おいハンサム!!（2022年1月8日 - 2月26日、東海テレビ・フジテレビ ） - 伊藤由香 役[67]
  - おいハンサム!!2（2024年4月6日 - 5月25日）[36]
- 闇金ウシジマくん外伝 闇金サイハラさん（2022年9月21日 - 12月28日、毎日放送・TBS） - 愛沢明美 役
- 君の花になる（2022年10月18日 - 12月20日、TBS） - 仲町優里 役[68][69]
- ノンレムの窓 2023・新春 第3話「大人になってからの友達作り」（2023年1月7日、日本テレビ） - 英子 役[70]
- ブラッシュアップライフ（2023年1月8日 - 3月12日、日本テレビ） - 米川美穂 役[71][72]
- セクシー田中さん（2023年10月22日 - 12月24日、日本テレビ） - 主演・田中京子 役[9]
- 9ボーダー（2024年4月19日 - 6月21日、TBS） - 成澤六月 役[73]
- ビリオン×スクール（2024年7月5日 - 9月13日、フジテレビ） - 芹沢一花 役[74]
- ホットスポット 第3話 - 最終話（2025年1月26日 - 3月16日、日本テレビ） - 岡田綾乃 役[75][76]

### その他テレビ番組
- ドレミノテレビ（2003年7月12日 - 2006年3月15日、NHK教育） - はるはる 役
- 不幸の法則（2004年10月6日 - 2005年3月30日、日本テレビ） - 幸子 役[注 3]
- 心ゆさぶれ!先輩ROCK YOU（2012年4月7日 - 2015年3月28日、日本テレビ）
- 浦沢直樹の漫勉 シーズン4（2017年3月2日 - 3月23日、NHK Eテレ） - 語り[77]
- パン旅。（2016年3月 - 、NHK BSプレミアム） - 不定期放送[19]
- ZIP!「まいあさ生中継NOW!ニッポン」（2020年3月4日 - 25日、日本テレビ）[78][79]
- ラヴィット!（2021年10月25日 - 、TBSテレビ） - 「パン部」として不定期出演[80]

### 声優
- グランディアIII（2005年8月4日発売、スクウェア・エニックス） - アルフィナ 役
- 最強武将伝 三国演義（2010年4月4日 - 2011年3月27日、テレビ大阪） - 貂蝉 役
- クレヨンしんちゃん 新婚旅行ハリケーン 〜失われたひろし〜（2019年4月19日） - インディ・ジュンコ 役[81]

### 舞台
- 花咲く港（2005年3月14日 - 31日、新国立劇場小劇場） - 里枝（知恵遅れの少女） 役
- 錦鯉（2006年11月14日 - 23日、天王洲 銀河劇場） - 安那 役
- 朗読劇 もしもキミが。 - 冬本麻樹 役
  - （2009年4月17日 - 25日、TOKYO FMホール）
  - （2010年2月5日 - 10日、原宿クエストホール）
  - （2011年4月22日 - 5月4日、俳優座劇場）
- 私の頭の中の消しゴム 2nd letter（2010年9月8日 - 19日、天王洲 銀河劇場） - 瀬田 薫 役
- 新春 滝沢革命（2012年1月1日 - 1月29日、帝国劇場）
- TEXAS テキサス（2012年3月17日 - 4月18日、渋谷パルコ劇場 / 地方） - 伶菜 役
- 小野寺の弟・小野寺の姉（2013年7月12日 - 8月28日、東京 / 大阪） - 市川民江 役[82]
- 奇跡の人（2014年10月10日 - 21日、東京 / 大阪） - アニー・サリヴァン 役[83][84]
- シティ・オブ・エンジェルズ（2018年9月01日 - 9月17日、新国立劇場 中劇場 / 9月21日 - 9月22日、静岡市清水文化会館（マリナート）大ホール / 9月27日 - 9月30日、新歌舞伎座） - ダナ&ウーリー 役[85]
- 海辺のカフカ（2019年2月15日 - 2月23日、国立コリーヌ劇場（フランス・パリ） / 5月21日 - 6月9日、TBS赤坂ACTシアター） - さくら 役[86]
- ブラッド・ブラザーズ（2022年3月21日 - 4月24日、東京国際フォーラム　ホールC、梅田芸術劇場シアター・ドラマシティ 他） - リンダ 役

### CM
- コカ・コーラ（2005年3月 - ）
- ソフトバンクモバイル 「白戸家」（2009年3月 - ）
- ダイワハウス D-Room（2010年4月 - ）
- ベルコ 企業（2012年3月 - ）
- NHN Japan LINE 「人は、つながって、生きている。」（2013年1月 - ） - ハルカ 役[87]
- ミツカン 追いがつおつゆ（2014年4月 - ）
- 第一三共ヘルスケア ガスター10（2016年）[88]
- 株式会社アイム ライスフォース（2018年12月 - ）[89]
- サントリー 角ハイボール（2019年5月 - ）
- ビオフェルミン製薬 ビオフェルミン酸化マグネシウム便秘薬（2021年11月 - ）[90]
- リクルート ダイレクトスカウト（2022年11月 - ）

### WEBドラマ
- 横浜エイティーズ（2004年10月7日 - 全51話、EZチャンネル） - 仙道留美 役
- 湘南☆夏恋物語（2011年8月1日 - 全12話、BeeTV） - 川島渚 役
- 午前3時の無法地帯（2013年3月20日 - 全12話、BeeTV） - 遠藤 役
- 100KAIDAN その参拾七 「結婚占い」（2013年2月23日、YouTube）[91]
- ミス・シャーロック/Miss Sherlock 第3話（2018年4月27日配信開始、Hulu） - 椎名由麻 役[92]
- Jimmy〜アホみたいなホンマの話〜（2018年7月、Netflix） - 高宮京子 役
- 星から来たあなた （2022年2月23日配信、全10話、Amazon Original） - 坂東麗子 役[93]
- A2Z（2023年2月3日配信、全10話、Amazon Prime Video） - 橘今日子 役[94]
- 『ビリオン×スクール』FODオリジナルストーリー（2024年9月13日、FOD） - 芹沢一花 役[95]

### ラジオドラマ
- 東貴博のヤンピース　BITTER SWEET CAFE 「スイッチを押すとき」（2007年2月26日 - 3月8日、ニッポン放送）
- 貫地谷しほりのラジオ劇団『小さな奇跡』 「同窓会」（2010年2月20日、TOKYO FM） - 斉藤多香子 役
- LOVE=Platinum 恋愛パズル piece.1 - 3（2010年7月5日 - 7月19日、TOKYO FM） - かなえ（娘） / 涼子（かなえの母親） 役
- FMシアター （NHK-FM）
  - 「かわり目 〜父と娘の15年〜」（2010年1月16日） - 長山晴美 役[96]
  - 「ひとつきの楽園」（2010年11月20日）[97]
- 東京海上日動 presents 「Humanglobe Traveler」（2010年10月4日 - 2012年3月25日、TOKYO FM） - 植原泉 役

### ラジオ番組
- KBCラジオ・チャリティー・ミュージックソン（2002年12月24 - 25日、九州朝日放送）
- 岡田惠和 今宵、ロックバーで〜ドラマな人々の音楽談義〜　第86回（2013年8月3日、NHK-FM）[98]

### PV
- BREAKERZ「春恋歌」（2010年4月7日）
- RAM WIRE「歩み」（2011年9月21日）
- 7!!「きみがいるなら」（2016年11月23日）[99]

## その他の作品

### DVD
- テレ朝エンジェルアイ ワクワク・ドキドキ宣言!木南晴夏（2002年8月7日発売、エイベックス・マーケティング）
- テレ朝エンジェルアイ 南の島で大運動会（2002年10月2日発売、エイベックス・マーケティング）

### CD
- ホリプロ45周年記念日本昔ばなし〜フェアリー・ストーリーズ〜第9巻 Vol.3 「くらげのおつかい」（2005年12月21日発売、日本コロムビア）

### 雑誌連載
- おとなの週末（2015年 - 、講談社/講談社ビーシー）
  - 「キナミトシェフ」（連載終了）
  - 「キナミトパン」

### 書籍
- キナミトパンノホン（2020年3月26日発売、講談社/講談社ビーシー、ISBN 978-4-06-519497-3）[100]

## 受賞
- 第5回コンフィデンスアワード・ドラマ賞 助演女優賞（2016年） - 『せいせいするほど、愛してる』[8][101]
- 第118回ザテレビジョンドラマアカデミー賞 主演女優賞（2023年） - 『セクシー田中さん』[102]